# ぴえろ魔法少女シリーズ

ぴえろ魔法少女シリーズ（ぴえろまほうしょうじょシリーズ）は、スタジオぴえろ制作のアニメシリーズ。

## 概要
1980年代前半から1990年代後半にかけて、前出のスタジオぴえろと読売広告社が組んで断続的に制作された、いわゆる「魔法少女もの」に類する作品群の総称であり、2024年まではテレビシリーズ5作が公式にその範疇に含まれていたが、2025年になると6作目の放送予定が公式に発表された。この他にも時期によっては、後述のOVA作品についてもシリーズの一作として扱われていたこともある。シリーズの名称については、制作を手掛けたぴえろ社内では当初単に「魔法少女シリーズ」と呼称していた他、後述のOVAのタイトルにもあるとおり「魔女っ子シリーズ」の呼称が使用されていたこともあるが、2025年現在では後述のSNSアカウントなどのように、項目名にもある「ぴえろ魔法少女シリーズ」の名称が公式に使用されている。
元々本シリーズの成立以前、同じ魔法少女もののテレビアニメ『魔法のプリンセス ミンキーモモ』（1982年、葦プロダクション制作）が人気を博しており、同作品を企画した読売広告社が、これに続く「魔女っ子もの」の企画をスタジオぴえろに持ちかけたことで制作されたのが、シリーズ第1作目に当たる『魔法の天使クリィミーマミ』である。1983年7月より、日本テレビ系列ネット各局にて放送が開始された同作品もまた好評を得ることとなり、前出の『ミンキーモモ』と併せて「第2期魔法少女ブーム」を形成するに至った。
『クリィミーマミ』に端を発した、ぴえろ魔法少女シリーズはその後1986年までにテレビシリーズ4作が制作・放送され、シリーズ4作目の『魔法のアイドルパステルユーミ』が終了した後も『ファッションララ』が立ち上げられ10年余りにおよぶロングセラーとなった他、1988年には同商品を元にしたOVA『ハーバーライト物語』が、「スタジオぴえろ創立10周年記念作品」としてリリースされるなど、中断期間中もシリーズに関連する展開は継続された。1998年には、およそ12年ぶりとなるテレビシリーズ新作として『魔法のステージファンシーララ』が、放送局をテレビ東京系列へと移す形で放送されたが、同作品は往時ほどの人気を得るには至らず、わずか1作のみでシリーズも再度の中断期間へと突入することとなる。
再度のシリーズ中断後も、シリーズ各作品の映像ソフト化や、CS放送やケーブルテレビ、インターネットの動画配信サービスといった各メディアにおける不定期な放送が行われている他、主に『クリィミーマミ』のアニバーサリーイヤーに合わせての各種展開も度々行われている。『ファンシーララ』終了から四半世紀余りを経た2024年6月には、テレビシリーズ最新作の制作が決定し、X（旧Twitter）の公式アカウント開設と総合サイトのリニューアルオープンに合わせる形で、制作決定のPVも公開された。そして前述の通り、6作目魔法の姉妹ルルットリリィが2026年からテレビ放送予定と発表されるに至った。

## シリーズの特徴
各作品に共通している特徴を下記に列挙する（一部例外あり）。
- 主人公は小学生の少女。
- 主人公は普通の人間。生まれつき魔法の力は持たないが、異世界（魔法の世界、妖精の住処など）の存在から魔法を授かる。
- 主人公の近所などにやや年上の男性キャラクターが存在しており、主人公はその人物に憧れを抱いている。
- 異世界からの使者（主に妖精）である小動物状のキャラクターが、主人公のアドバイザー的存在として行動を共にする。
- 主人公はステッキ状の道具と呪文で、大人の姿に変身する。変身の魔法以外は基本的に使用出来ない、もしくは使わない。
  - 例外は『マジカルエミ』（変身以外にも様々な魔法をマジックとして使用）、『パステルユーミ』（ほぼ変身能力を持たない[注 1]）。また、『クリィミーマミ』でも変身以外の魔法が使われている回は多い。
- 新人歌手が主人公の声優と主題歌を担当する（例外は『ペルシャ』。また『ファンシーララ』の主役・大森玲子は『ララ』以前から女優として活動していた）。
- 各エピソードは主人公の周囲に起こった出来事を描く。よって、他の魔法少女アニメと比べて日常ドラマの比率が高く、魔法少女の手に負えないレベルの出来事（政治・社会問題etc.）については、ほとんど扱わない。
- 主人公の家が個人店舗を営んでいる（『ララ』を除く）[注 2]。

## 作品一覧

### テレビシリーズ
前述の通り、2025年現在ぴえろが正式にシリーズ作品として扱っている作品群。通算6作品、189回放送。
1. 魔法の天使クリィミーマミ（1983年7月1日 - 1984年6月29日、全52話）（日本テレビ系列）
2. 魔法の妖精ペルシャ（1984年7月6日 - 1985年5月31日、全48話）（日本テレビ系列）
3. 魔法のスターマジカルエミ（1985年6月7日 - 1986年2月28日、全38話）（日本テレビ系列）
4. 魔法のアイドルパステルユーミ（1986年3月7日 - 8月29日、全25話）（日本テレビ系列）
5. 魔法のステージファンシーララ（1998年4月5日 - 9月27日、全26話）（テレビ東京系列）
6. 魔法の姉妹ルルットリリィ（2026年放送予定[1]）

### OVA
複数シリーズのキャラクターによる合同作品。各シリーズから派生したOVAについては、それぞれの作品項目を参照。
『艶姿 魔法の三人娘』（1986年3月31日発売）
マミ・ペルシャ・エミの「ぴえろ魔法少女シリーズ」のヒロイン3人が温泉旅行に出かけ、それぞれの活躍を映したビデオを見てテレビシリーズを懐古するという作品。過去3作の名場面を再編集し、ブリッジ部分に温泉旅行の約5分の新作映像を加えた計30分の構成。
3人がそれぞれのボーイフレンドに電話をかけて他の2人に紹介するシーンでは、各シリーズでヒロインの相手役を務めた水島裕がそれぞれの声を演じ分けている。
『魔女っ子クラブ四人組 A空間からのエイリアンX』（1987年7月28日発売）
『マミ』から『ユーミ』までのヒロイン4人が一堂に会し、特別に与えられた魔法を使って変身し、地球を侵略するエイリアンと月面で激しい戦いを繰り広げるという話。各キャラクターの設定や世界観は既存のテレビシリーズ各作品から完全に切り離されている。テーマや主張は特になく、同窓会的なノリの単純明快な「娯楽作品」で、発売当時の『アニメージュ』1987年08月号・『アニメV』1987年09月号・『月刊OUT』1987年10月号のOVA評はいずれも、エンタテイメント性と既存の世界観との違和感を巡って評価が分かれた。大沼弘幸は当時、玄光社刊「アニメビデオコレクターズマニュアル'88」の評で同作品のエンタテイメント性を高く評価している。
他方で、モンスターが触手で魔法少女達をいたぶるようなシーンがあるなど、その内容を巡って制作側からも疑問や批判の声が挙がった。担当作画監督の高木弘樹は明確な不快感を表し、テレビシリーズスタッフの片山一良も名指しこそ避けたもののネガティブな姿勢を示した。ぴえろ公式サイトには、ファンサービスの作品との記述がある。

#### スタッフ
- 制作 - 布川ゆうじ
- 企画 - 末吉博彦
- プロデューサー - 梅崎浩志
- 脚本 - 富田祐弘、渡辺麻実
- 演出・絵コンテ - 冨永恒雄
- キャラクターデザイン - 高田明美、高岡希一、岸義之、洞沢由美子、高木弘樹
- 作画監督 - 高木弘樹
- 美術監督 - 見野風子
- 音楽 - 山中宣昌
- 音響監督 - 藤山房延
- 制作担当 - 影山文憲
- 製作進行 - 芝田達矢
- 製作協力 - ぴえろプロジェクト、マジックバス
- 制作協力 - オリエンタル・シネサービス、ネットワーク、ムービック
- 製作 - スタジオぴえろ

### その他
2025年現在では公式なシリーズ作品の範疇に含まれていないものの、ぴえろが企画に関わった作品などを列挙する。
セイカノートオリジナルの魔法少女シリーズ
『パステルユーミ』終了後、セイカノートと共同で文具向けに設定・キャラクターを制作し展開されたもので、『ファンシーララ』の開始に伴い休止に入るまでの約10年間にわたって商品展開が継続された。
2007年7月にオープンした「魔法少女シリーズ公式サイト」では、これらセイカノート作品関連は一切取り扱われておらず、2024年6月にリニューアルされた「ぴえろ魔法少女シリーズ公式サイト」においても同様の扱いとされている。
- 魔法のデザイナーファッションララ
  - 同作品を元に制作されたOVA『魔法のデザイナー ファッションララ〜ハーバーライト物語〜』は、リリース当時には“シリーズ5作目”と宣伝されたこともあるがが、2024年現在におけるぴえろの公式サイト上では同作品についてはほとんど取り扱われておらず、かつて存在した『ファンシーララ』の情報ページの一部（ONLINE MAGAZINE→ファンシーララのひみつ）にて、“幻の第5弾”と称して簡単な作品紹介がなされるのみに留まっている。

- 魔法のステージアイドルココ
  - 「ぴえろ創立10周年企画」の一環としてOVA化が決定していたが諸般の事情で制作中止とされた。

未放送作
- 夢世界ホッジポッジ
  - 『クリィミーマミ』の次作として予定されていたオリジナル企画でマミの制作スタッフによってパイロットフィルムも作られたがテレビ放送には至らなかった。このパイロットフィルムは、1998年に発売された『ペルシャ』LD BOX 1および2003年に発売された『ペルシャ』DVD COLLECTION BOX 2に、映像特典という形で収録されている。

## 放送局について
- 昭和期に放送されたシリーズ作品は、いずれも日本テレビ系列にて放送されていたが、同系列局については本シリーズの放送時間帯（金曜18時台前半）にローカルニュースや、クロスネット局の場合は他系列の全国ニュース（主にFNN系列）を編成・放送していたため、遅れネット・本放送終了後に集中放送・未放送としていた局があった、
- 昭和期に放送されたシリーズ作品を日本テレビと同時ネットで放送していた局は、ローカルニュース（「FBS EVENING NEWS」→「FBSきょうのニュース」）を17時台後半に放送していた福岡放送（1984年4月以降、同年3月までは遅れネット）のみであった。ほとんどの地域では、ローカル枠である平日の17時台や週末の早朝6時台・7時台などに放送していた。
- 昭和期に放送されたシリーズ作品は、日本テレビ系列局がある地域でも編成の都合により同一地域の他系列局で放送されたり、当時日本テレビ系列局がなかった地域ではシリーズ自体の放映権移行が行われた地域もあった。
  - 山形県では、当時テレビ朝日系列とのクロスネット局であった山形放送ではなく、当時フジテレビ系列局であった山形テレビで放送された。
  - 石川県では、北陸放送（TBS系列）で『魔法の天使クリィミーマミ』と『魔法の妖精ペルシャ』を木曜17時から放送していたが、1985年10月に実施した北陸放送の番組改編（月 - 土曜17時台における他系列遅れネット番組の打ち切り並びに当該枠をTBS制作のドラマの遅れネットやドラマ再放送枠に変更）の煽りを受けたため、『魔法のスターマジカルエミ』は石川テレビ（フジテレビ系列）で放送された。